# Colias heos
Colias heos é uma borboleta da família Pieridae. É encontrada no Leste Paleártico (de Altai até à Sibéria, da Mongólia até Ussuri, e no sudeste da China).

## Biologia
A larva se alimenta de Vicia, Astrágalo, Trifolium lucanicum

## Taxonomia
Foi aceite como uma espécie por Josef Grieshuber & Gerardo Lamas